# Salimo Velonjara
Salimo Velonjara (né le 10 novembre 1988 à Antsiranana (Madagascar) est un footballeur international comorien évoluant au poste de gardien de but pour le Volcan Club de Moroni en première division comorienne ainsi qu'avec la sélection des Comores .

## Biographie

### Carrière en club
Salimo Velonjara évolue au Fomboni Football Club où il remporte notamment la Coupe des Comores en 2015 après une séance de tirs au but en finale où il est décisif. Il joue ensuite pour le Volcan Club de Moroni, où il est sacré champion des Comores 2018.

### Carrière internationale
Salimo Velonjara réalise ses débuts avec l'équipe nationale des Comores lors d'un match nul 0-0 de qualification pour le Championnat d'Afrique des nations de football 2016 (CHAN 2016) contre le Zimbabwe le 11 novembre 2020. Au 25 mars 2021, il compte 7 sélections en équipe nationale, toutes lors des qualifications pour le CHAN réservé aux joueurs locaux. Il est tout de même appelé lors d'autres compétitions, sans jouer, comme lors des qualifications à la Coupe d'Afrique des nations de football 2021.